# Cenate Sopra

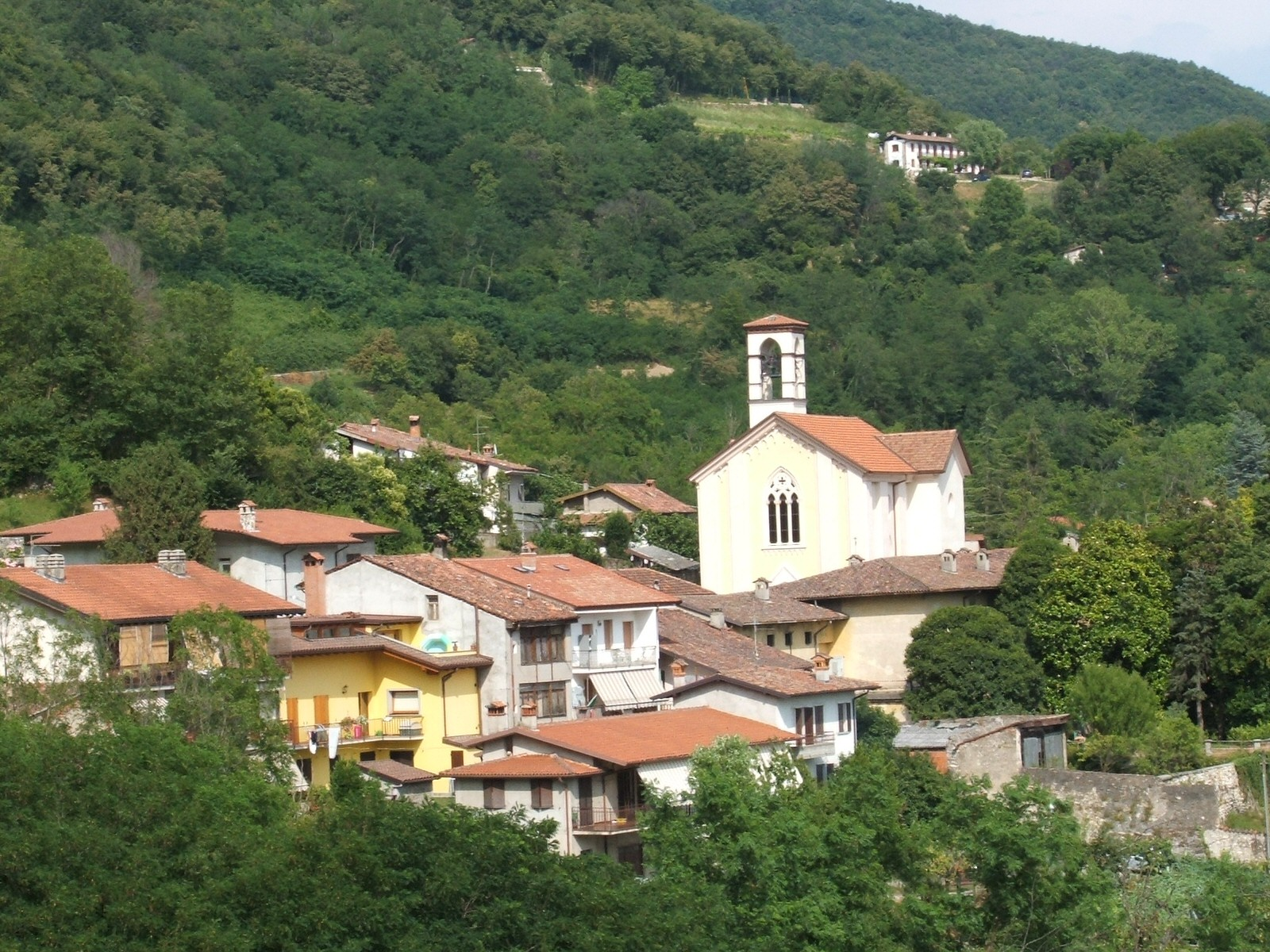
Hameau de Sant'Ambrogio.

Cenate Sopra est une commune de la province de Bergame, dans la région Lombardie, en Italie.

## Administration
| Période                                  | Période  | Identité         | Étiquette | Qualité |
| ---------------------------------------- | -------- | ---------------- | --------- | ------- |
| 14 juin 2004                             | En cours | Stefano Cattaneo |           |         |
| Les données manquantes sont à compléter. |          |                  |           |         |

### Hameaux
Sant'Ambrogio, Valpredina, Piazze.

### Communes limitrophes
Albino, Cenate Sotto, Pradalunga, Scanzorosciate, Trescore Balneario.